# Gond Ignác
Gond Ignác (születési neve Opatril Ignác, Bellus vagy Lednicróna, 1841. július 31. – Stomfa, 1910. március 14.) római katolikus plébános, 1885-1910 között Stomfa plébánosa, esztergomi szentszéki ülnök, amatőr régész, műgyűjtő és a stomfai római kori állomás első feltárója.

## Élete
Elemi iskoláit Nový Jičínben (Morvaország) végezte, ahol megtanult németül. Nagyszombatban járt gimnáziumba, majd 1865-ben felvételt nyert a nyitrai egyházmegyei papok közé. A teológiát, mint a pesti Központi Papnevelő Intézet növendéke, a Pesti Egyetemen hallgatta. 1869-ben szentelték föl, majd segédlelkész volt két évig. 1871-ben a nyitrai papnevelő tanulmányi felügyelője, 1873-ban pedig nyitrai piarista főgimnázium oktató tanára lett. Ekkor másfél évig a Nyitrai Közlöny szerkesztését is vezette. Az eredeti nevét 1874-ben megváltoztatta.
1881-ben gróf Károlyi Alajos,  a londoni nagykövet fia nevelőjéül kérte fel, a felkérést elfogadta, és a tekintélyes érem-, fegyver-, agyagedény- és földrajzi gyűjteményét az iskolának, sok régi magyar nyomtatványát pedig az egyházmegyei könyvtárnak ajándékozta. Nevelői állásában négy évet töltött Londonban.
1885-ben az Esztergomi Főegyházmegye papjai közé vették föl és gr. Károlyi közbenjárására a stomfai plébániát kapta. Szívelégtelenség végzett vele, a stomfai temetőben nyugszik.
A Zsibrica hegyén is kutatott.

## Művei
- Az érmekről
- 1874 Etwas über Alterthümer-Sammlungen, Neutra-Trenschiner Zeitungban
- 1875 A nyitrai főgymnasium nyitramegyei régiséggyűjteménye, Nyitrai Közlöny
- 1876 Adatok Nyitramegye régészeti fontosságához, Nyitrai Közlöny
- 1876 Roskoványi Ágoston nyitrai püspök élete, Nyitrai Közlöny
- 1878 Az új papnövelde Nyitrán, Magyar Állam 121.
- 1879 Nyitravármegyének földrajzi és természetrajzi leírása, A nyitrai főgymn. Értesítője
- 1882 Cliveden, kép Angliából, Képek Londonból, Magyar Állam 182.
- 1883 A londoni 1883. évi akadémiai képkiállítás, Magyar Korona 173.
- 1884 Stonyhurst College, Szerény szó a trónörökös könyve ügyéhez, Magyar Korona
- 1883 A kath. családi és népies irodalom tekintettel az angolországi népies irodalomra, Tájékozó
- 1884 Képek az angolországi hitéletből, Tájékozó
- 1884 Károlyi Alajos negyvenévi diplomaciai működése, Nemzet (febr.)
- 1885 Oxford és az angolországi felsőbb oktatás-nevelés, Tájékozó
- 1891 A gyermeknevelésről Angolországban, Nyugat-Magyarországi Hiradó 30.
- 1891 A vidéki kiállítások helyiségeiről, Nyugat-Magyarországi Hiradó 31.